# Prinzregenten-Theater

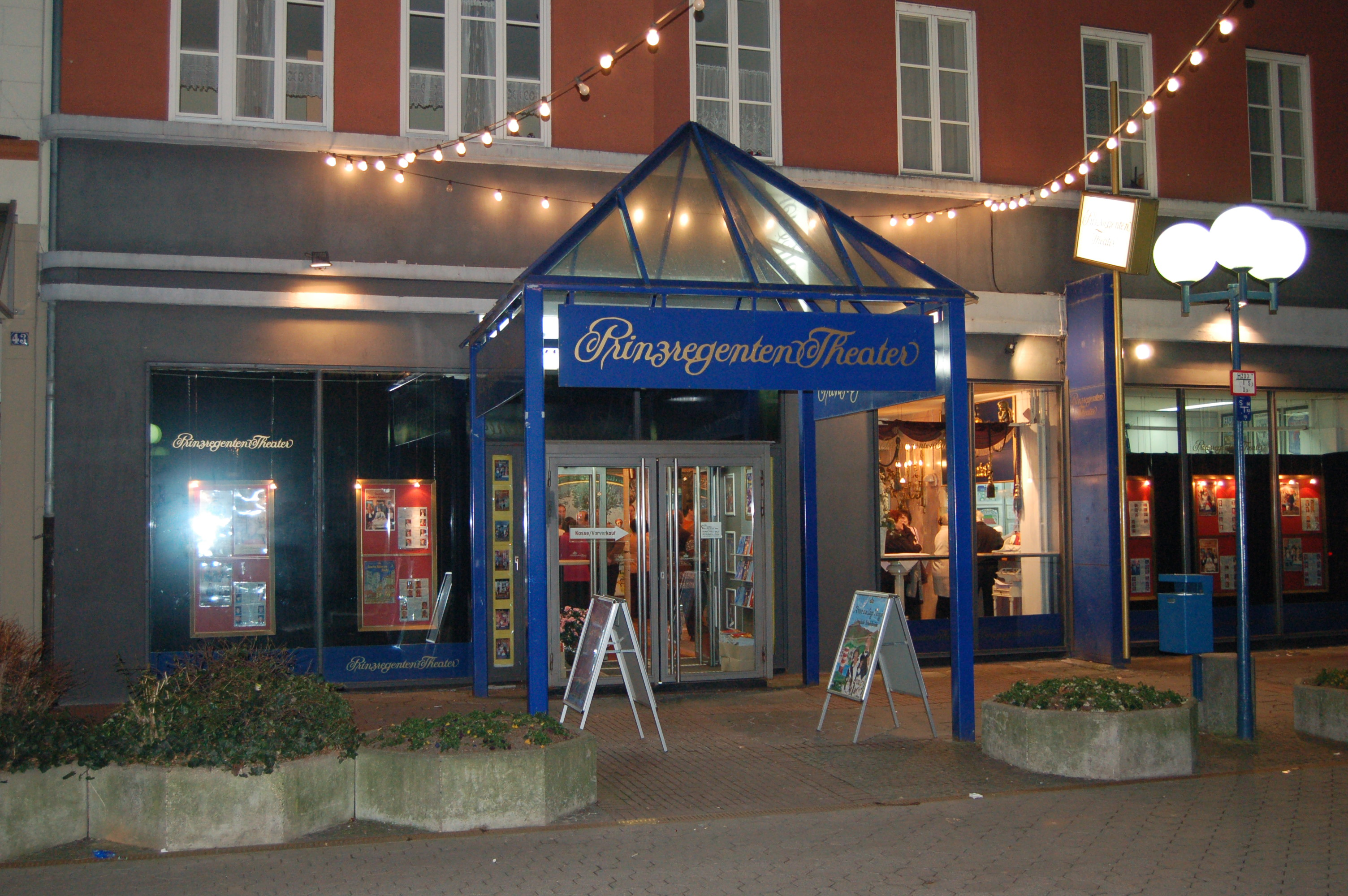
Prinzregenten-Theater außen

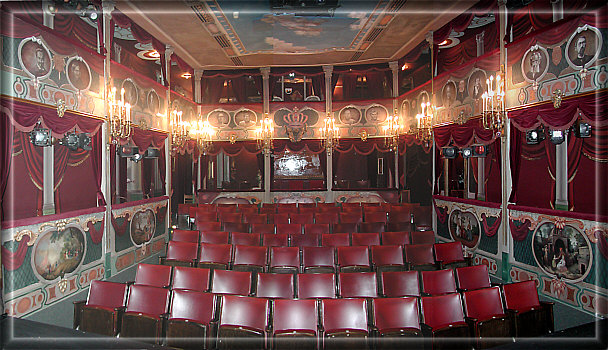
Blick von der Bühne des Prinzregenten-Theaters

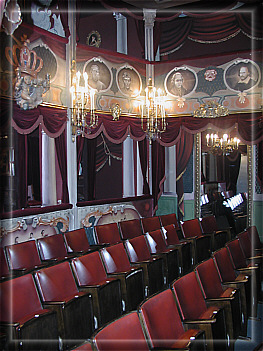
Zuschauerraum mit der Kaiserin-Sissi-Loge im Hintergrund

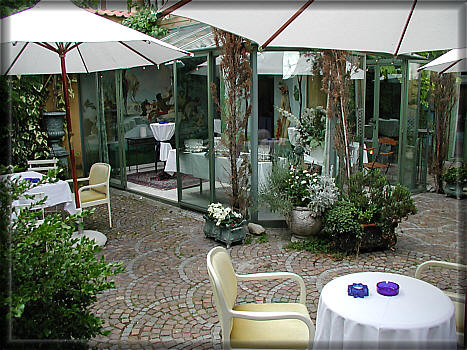
Hortus Deorum, der Garten der Götter

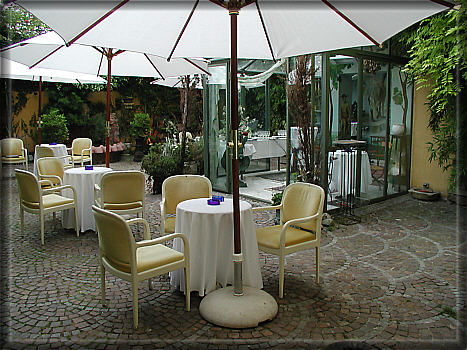
Freilichttheater im Hortus Deorum

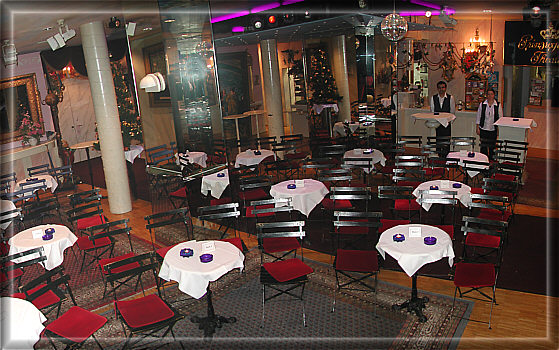
Blick von der Mitternachtspitzen-Bühne im Foyer

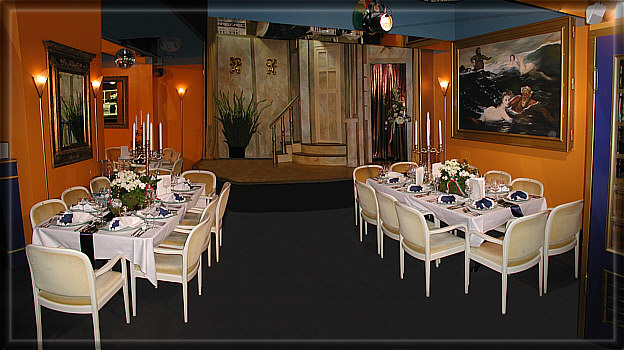
Blick auf die Bühne der Prinzenrolle

Das Prinzregenten-Theater in Ludwigshafen am Rhein, im Stadtteil Hemshof, ist ein privat geführtes Theater, das im Sommer 1977 von dem Schauspieler und Regisseur Bernhard F. Dropmann gegründet wurde mit dem Ziel, die Pfälzer Mundart zu erhalten.

## Geschichte
Am 15. Januar 1978 fand im „Theater im Hemshof“, so der damalige Name des Theaters, mit der Inszenierung „Bunte Revue“ die erste Premiere statt.
Bis 1990 inszenierte Bernhard F. Dropmann im „Theater im Hemshof“ 55 Premieren mit ca. 3250 Vorstellungen. Die immer größer werdende Popularität des kleinen Theaters im Hemshof hatte zur Folge, dass eine Erweiterung unumgänglich wurde.
Im Juni 1991 feierte Dropmann mit dem Stück „Hurra, die Pfalz ist da“ im neueröffneten und selbstgestalteten Prinzregenten Theater die erste Uraufführung. Es folgten bis heute unzählige Premieren und Neuinszenierungen und der Vorhang hob sich bisher insgesamt weit mehr als 9000-mal, dafür alleine, über 1000-mal für den Klassiker „Halt die Gosch, Bu!“ (von Fitzgerald Kusz), der auch vom Südwestfunk (heute: SWR) für das Fernsehen aufgezeichnet wurde.
Ein Großteil der inszenierten und aufgeführten Stücke entstammen der Feder des Impresarios Bernhard F. Dropmann.
Das Theater verfügt mittlerweile über mehrere Bühnen und spielt das ganze Jahr fast täglich in wöchentlich wechselnden Blöcken. Das seit 1991 zum Haus gehörende Kinder- und Jugendtheater (JukiLU) spielt mehrmals die Woche Kinder- und Jugendstücke.
1993 wurde im Foyer des Theaters eine weitere Bühne installiert, auf der die Mitternachtsspitzen, eine samstägliche Mitternachtsshow mit wechselndem Programm, zu sehen sind. Seit 1997 wird auch direkt in der im Nebenhaus befindlichen „Prinzenrolle“ Kleinkunst aufgeführt.
2004 wurde im Hof des Prinzregenten-Theaters der Hortus Deorum (Garten der Götter) eröffnet. Hier wird in den Sommermonaten Freilichttheater angeboten. Durchschnittlich 70.000 Besucher aus ganz Deutschland empfängt das Theater jährlich.

## Die Häuser

### Großes Haus
Das „große Haus“ besteht in seiner jetzigen Form seit 1991. Das Foyer und der Zuschauerraum wurde von eigens dafür engagierten Künstlern und Bühnenbildnern mit Freskomalerei gestaltet. Im Theater, das dem Rokoko nachempfunden ist, befinden sich unter anderem sechs Logen, die zum Teil namentlich an Fürsten und Regenten (z. B. Liselotte von der Pfalz, Kurfürst Karl Theodor, Prinzregent Luitpold und König Ludwig II.) erinnern zu Zeiten der „alten“ Pfalz.

### Prinzenrolle (kleines Haus)
Die „Prinzenrolle“ wurde 1997 mit der Uraufführung von „Halbschatten über Herrenstein“, von Bernhard F. Dropmann eröffnet. Bisher folgten weitere Premieren wie z. B.: Loriots dramatische Werke, Stardreck Entenpreis Teil I+II, die Camelia Dame, Gerti Weberlein oder die heilige Johanna der Einbauküche (ein Soloprogramm), sowie die Einakter der Bär und der Heiratsantrag von Anton Pawlowitsch Tschechow. Am 29. März 2007 feierte die Prinzenrolle mit der Neuinszenierung des Eröffnungsstückes „Halbschatten über Herrenstein“, unter der Regie von René Weintz seinen 10. Geburtstag.

### Mitternachtsspitzen
Die „Mitternachtsspitzen“ sind ein Überbegriff für die samstäglich stattfindenden Comedy- und Kabarettabende im Foyer des Prinzregenten-Theaters. Hier stehen Stücke auf dem Programm wie z. B.: Märchenstunde für Sexwachsene, Spitzentitzenreiter oder Schawüle Nächte. Die nicht immer ganz jugendfreien Vorstellungen beginnen deshalb erst nach 22:30 Uhr und gehen bis nach Mitternacht.

### Hortus Deorum
Der „Garten der Götter“ (Hortus Deorum) befindet sich im Innenhof, zwischen „großem“ (Prinzregenten-Theater) und „kleinem“ (Prinzenrolle) Haus. In den Sommermonaten gibt es in dem efeuberankten Garten klassisches wie komödiantisches Freilichttheater zu sehen.

### JuKiLu
Das Jugend- und Kindertheater Ludwigshafen im Prinzregenten-Theater nahm 1991 zum ersten Mal den Spielbetrieb auf. Die Vorstellungen finden meist mittwochs und sonntags vormittags auf der Bühne des großen Hauses statt. Hier bekommen die „kleinen“ Zuschauer Stücke zu sehen wie: Huibert das kleine Gespenst, Schlumpi und Pumpi, Rumpelstilzchen, Frau Holle, Mixpickelmonsters usw.

## Informationen

### Bekannte Regisseure
- Michael Haensel
- Bernhard F. Dropmann

### Bekannte Schauspieler des Ensembles
- Gunhild Branchart
- André Eisermann
- Bernhard F. Dropmann
- Jens Neuhaus

### Bekannte Aufführungen (Auswahl)
- „Halt die Gosch Bu“ Original: Schweig, Bub!, von Fitzgerald Kusz
- „Moin letschder Wille“ Original: Letzter Wille, von Fitzgerald Kusz
- „Tratsch im Treppehaus“ Original: Tratsch im Treppenhaus, von Jens Exner
- „Vun de Cärryworscht zum Millionär“
- „Än Käffisch voller Narre“ Originaltitel: La Cage aux Folles
- „Pension Schöller“ von Wilhelm Jacoby und Carl Laufs
- „Des verkaafde Vadderle“ Original: Der verkaufte Großvater, von Anton Hamik
- „De oigebilde Kranke“ Original: Der eingebildete Kranke, von Jean-Baptiste Molière
- „Vedderleswertschaft“ Original: Der Revisor, von Nikolai Wassiljewitsch Gogol
- „Alles uff Kronkeschoi“ Original: Und alles auf Krankenschein, von Ray Cooney
- „Ohne Moos nix los“ Original: Funny Money, von Ray Cooney
- „Alles unner Kontroll“ Original: Außer Kontrolle, Ray Cooney
- „Loriot’s dramatische Werke“ von Vicco von Bülow
- „Loriot uff pälzisch“ Original: von Vicco von Bülow
- „Der Neurosen-Kavalier“
- „Baby Baby – Balla Balla!“ Original: Tom, Dick and Harry, von Ray und Michael Cooney
- „Uff noch Teneriffa“ von Bernhard F. Dropmann
- „Unser Traumschiff“ von Bernhard F. Dropmann